# Jamagisi Szacsiko
Jamagisi Szacsiko (山岸佐知子; Hepburn: Yamagishi Sachiko; Ichihara, Csiba prefektúra, 1973. október 21. –) japán női nemzetközi labdarúgó-játékvezető.

## Pályafutása
Játékvezetésből 1992-ben főiskolai tanulmányai idején vizsgázott. Tanulmányait befejezve 1996-ban Chiba prefektúra labdarúgó-szövetségében újra vizsgázott. A JFA Játékvezető Bizottságának (JB) minősítésével a J-League Division 2, majd a J. League Division 1 játékvezetője. 2000-től a Női Labdarúgó Liga bírója. Küldési gyakorlat szerint rendszeres 4. bírói, illetve alapvonalbírói szolgálatot is végzett. A nemzeti játékvezetéstől 2015-ben visszavonult.
A Japán labdarúgó-szövetség JB terjesztette fel nemzetközi játékvezetőnek, a Nemzetközi Labdarúgó-szövetség (FIFA) 2003-tól tartotta-tartja nyilván női bírói keretében. A FIFA JB központi nyelvei közül a angolt beszéli. Az AFC JB besorolása alapján elit bíró. Több nemzetek közötti válogatott (Női labdarúgó-világbajnokság, Női Ázsia-kupa, Olimpiai játékok), valamint klubmérkőzést vezetett, vagy működő társának 4. bíróként illetve alapvonalbíróként segített. A  nemzetközi játékvezetéstől 2015-ben búcsúzott.
A 2008-as U20-as női labdarúgó-világbajnokságon és a 2014-es U20-as női labdarúgó-világbajnokságon a FIFA JB bíróként foglalkoztatta.
| Időpont             | Helyszín                                     | Mérkőzés típusa              | Mérkőzés                                                                       | Eredmény | Nézők száma |
| ------------------- | -------------------------------------------- | ---------------------------- | ------------------------------------------------------------------------------ | -------- | ----------- |
| 2008. november 20.  | Germán Becker Stadion, Temuco                | csoportmérkőzés (D. csoport) | Mexikó–Norvégia                                                                | 1 – 2    | 38 000      |
| 2008. november 26.  | Városi Stadion, La Florida                   | csoportmérkőzés (A. csoport) | Anglia–Új-Zéland                                                               | 1 – 1    | 8661        |
| 2008. december 4.   | Francisco Sánchez Rumoroso Stadion, Coquimbo | egyik elődöntő               | Amerikai Egyesült Államok–Németország                                          | 1 – 0    | 15 548      |
| 2014. augusztus 5.  | Commonwealth Stadion, Edmonton               | csoportmérkőzés (B. csoport) | Német U20-as női labdarúgó-válogatott–Amerikai U20-as női labdarúgó-válogatott | 2 – 0    | 10 101      |
| 2014. augusztus 8.  | BMO Field Stadion, Toronto                   | csoportmérkőzés (A. csoport) | Kanada–Finnország                                                              | 3 – 2    | 16 503      |
| 2014. augusztus 17. | Városi Stadion, Moncton                      | egyik negyeddöntő            | Nigéria–Új-zélandi U20-as női labdarúgó-válogatott                             | 4 – 1    | 3588        |
| 2014. augusztus 24. | Olimpiai Stadion, Montréal                   | bronzmérkőzés                | Észak-Korea–Franciaország                                                      | 2 – 3    | 15 822      |

A 2010-es U17-es női labdarúgó-világbajnokságon a FIFA JB hivatalnokként foglalkoztatta.
| Időpont              | Helyszín                          | Mérkőzés típusa              | Mérkőzés               | Eredmény | Nézők száma |
| -------------------- | --------------------------------- | ---------------------------- | ---------------------- | -------- | ----------- |
| 2010. szeptember 5.  | Dwight Yorke Stadion, Scarborough | csoportmérkőzés (B. csoport) | Németország–Mexikó     | 9 – 0    | 2961        |
| 2010. szeptember 9.  | Larry Gomes Stadion, Arima        | csoportmérkőzés (D. csoport) | Írország–Kanada        | 1 – 0    | 2293        |
| 2010. szeptember 17. | Ato Boldon Stadion, Couva         | egyik negyeddöntő            | Spanyolország–Brazília | 2 – 1    | 1265        |

A 2015-ös női labdarúgó-világbajnokságon a FIFA JB bíróként foglalkoztatta. Selejtező mérkőzéseket az AFC zónában vezetett. A 2014-es női Ázsia-kupa labdarúgó torna egyben minősítője volt a 2015-ös női labdarúgó-világbajnokságnak. A FIFA JB 2015 márciusában nyilvánosságra hozta annak a 29 játékvezetőnek (22 közreműködő valamint 7 tartalék, illetve 4. bíró) és 44 asszisztensnek a nevét, akik közreműködhettek Kanadában a női labdarúgó-világbajnokságon. A kijelölt játékvezetők és asszisztensek 2015. június 26-án Zürichben, majd két héttel a világtorna előtt Vancouverben vettek rész továbbképzésen, egyben végrehajtották a szokásos elméleti és fizikai Cooper-tesztet. A 2015-ös világbajnokság legidősebb tagja. 
| Időpont          | Helyszín                           | Mérkőzés típusa              | Mérkőzés                    | Eredmény | Nézők száma |
| ---------------- | ---------------------------------- | ---------------------------- | --------------------------- | -------- | ----------- |
| 2013. május 23.  | Bangabandhu Nemzeti Stadion, Dakka | (2015 vb) kvalifikáció       | Fülöp-szigetek–Thaiföld     | 0 – 1    | 700         |
| 2015. június 12. | Investors Group Field, Winnipeg    | csoportmérkőzés (D. csoport) | Egyesült Államok–Svédország | 0 – 0    | 33 716      |
| 2015. június 17. | TD Place Stadion, Ottawa           | csoportmérkőzés (F. csoport) | Mexikó–Franciaország        | 0 – 5    | 21 562      |

A 2008-as női Ázsia-kupa, a 2010-es női Ázsia-kupa, valamint a 2014-es női Ázsia-kupa labdarúgó tornán az AFC JB bíróként és 4. játékvezetőként foglalkoztatta. 
| Időpont         | Helyszín                             | Mérkőzés típusa              | Mérkőzés                                                                | Eredmény | Nézők száma |
| --------------- | ------------------------------------ | ---------------------------- | ----------------------------------------------------------------------- | -------- | ----------- |
| 2008. május 30. | Thống Nhất Stadion, Ho Si Minh-város | csoportmérkőzés (A. csoport) | Thaiföldi női labdarúgó-válogatott–Kína                                 | 1 – 5    | 300         |
| 2008. június 1. | Thống Nhất Stadion, Ho Si Minh-város | csoportmérkőzés (A. csoport) | Vietnam–Thaiföldi női labdarúgó-válogatott                              | 1 – 0    | 2500        |
| 2008. június 8. | Thống Nhất Stadion, Ho Si Minh-város | döntő                        | Észak-Korea–Kínai női labdarúgó-válogatott                              | 2 – 1    | 2500        |
| 2010. május 21. | Sports Centre Stadion, Csengtu       | csoportmérkőzés (B. csoport) | Dél-Korea–Ausztrália                                                    | 1 – 3    | 600         |
| 2010. május 23. | Sports Centre Stadion, Csengtu       | csoportmérkőzés (B. csoport) | Kínai női labdarúgó-válogatott–Ausztrál női labdarúgó-válogatott        | 1 – 0    | 38 000      |
| 2010. május 30. | Sports Centre Stadion, Csengtu       | döntő                        | Ausztrál női labdarúgó-válogatott–Észak-koreai női labdarúgó-válogatott | 1 – 1    | 1200        |
| 2014. május 17. | Thống Nhất Stadion, Ho Si Minh-város | csoportmérkőzés (B. csoport) | Mianmar–Kínai labdarúgó-válogatott                                      | 1 – 2    | 200         |
| 2014. május 21. | Thống Nhất Stadion, Ho Si Minh-város | rájátszás                    | Vietnami női labdarúgó-válogatott–Thaiföldi női labdarúgó-válogatott    | 0 – 3    | 18 000      |
| 2014. május 25. | Thống Nhất Stadion, Ho Si Minh-város | bronzmérkőzés                | Kínai női labdarúgó-válogatott–Dél-koreai női labdarúgó-válogatott      | 2 – 1    | 500         |

A 2012. évi nyári olimpiai játékok labdarúgó tornáját, ahol a FIFA JB bírói szolgálatra alkalmazta.
| Időpont            | Helyszín                      | Mérkőzés típusa              | Mérkőzés                                                          | Eredmény | Nézők száma |
| ------------------ | ----------------------------- | ---------------------------- | ----------------------------------------------------------------- | -------- | ----------- |
| 2012. július 25.   | Hampden Park Stadion, Glasgow | csoportmérkőzés (G. csoport) | Amerikai női labdarúgó-válogatott–Francia nőilabdarúgó-válogatott | 4 – 2    | 18 090      |
| 2012. augusztus 3. | Ricoh Stadion, Coventry       | egyik negyeddöntő            | Anglia–Kanada                                                     | 0 – 2    |             |

Az Ázsiai Labdarúgó-szövetség (AFC) JB 2008, majd 2010 és 2013 között összesen öt alkalommal adományozta részére az Év Női Játékvezetője megtiszteltető címet és serleget. A Nemzetközi Labdarúgás-történeti és -statisztikai Szövetség (International Federation of Football History & Statistics) (IFFHS) a 2014-es év szakmai eredményessége alapján az év tíz legjobb női labdarúgó-játékvezetője közé rangsorolta. 2014-ben Kulcsár Katalin mögött a 8. helyen végzett.